# Debipur
Debipur é uma vila no distrito de Barddhaman, no estado indiano de Bengala Ocidental.

## Geografia
Debipur está localizada a 24° 14′ N, 88° 38′ L. Tem uma altitude média de 19 metros (62 pés).

## Demografia
Segundo o censo de 2001, Debipur tinha uma população de 9115 habitantes. Os indivíduos do sexo masculino constituem 52% da população e os do sexo feminino 48%. Debipur tem uma taxa de literacia de 68%, superior à média nacional de 59,5%: a literacia no sexo masculino é de 75% e no sexo feminino é de 60%. Em Debipur, 12% da população está abaixo dos 6 anos de idade.